# Metsimotlhaba
Metsimotlhaba est une ville de l'ouest du Botswana qui fait partie du District de Kweneng.
Metsimotlhaba comptait 8 884 habitants lors du recensement de 2011.